# 6990 Тоя
6990 Тоя (6990 Toya) — астероїд головного поясу, відкритий 9 грудня 1994 року.
Тіссеранів параметр щодо Юпітера — 3,195.
Названо на честь Тоя (яп. とや(登谷) тоя).